# Рекете

Флаг Рекете, один из символов карлизма — белое знамя с красным суковатым крестом Святого Андрея — «Бургундский крест».

Фотография группы рекете. Фото обложки книги Requetés, авторов Pablo Larraz Andía и Víctor Sierra-Sesúmaga.

Рекете́ (от фр. requeté — сигнал псовой охоты) — молодёжная военизированная организация крайне правого абсолютистского традиционалистского движения сторонников восстановления в Испании неограниченной монархии во главе с потомком дона Карлоса.
Рекете были самыми боеспособными частями в войсках генерала Франко. Иногда добровольцами могли быть сразу три поколения одной семьи — от 60-летних стариков до 15-летних мальчишек. Часто в бой рядом со знаменем выносили прикрепленное на древке Распятие.

## История
В 1834 году во время Первой карлистской войны в войсках карлистского генерала Томаса де Сумалакарреги действовал 3-й наваррский батальон, именовавшийся «Рекете». Название этого батальона впоследствии стало названием всей организации.
Во время Второй карлистской войны 1872—1876 гг. отряды «Рекете», сформированные из юношей моложе 20 лет, стали главной ударной силой карлистского движения. Члены «Рекете» воспитывались в духе фанатичной преданности Католической церкви, карлистской ветви династии Бурбонов и своим вождям. Основные кадры «Рекете» всегда поставляло крестьянство Наварры.
В начале XX века наименование «Рекете» носили несколько организаций в различных областях Испании: Каталонии, Арагоне и Андалузии. Одна из этих организаций была основана в 1907 году Хуаном Марией Рома. Она превратилась в молодёжное крыло движения карлистов. Организация имела свою газету «Mestre The Titas».
Под руководством Хоакина Ллоренса полувоенные формирования «Рекете» взяли за образец французскую роялистскую организацию «Camelots du Roi» (правое крыло Аксьон Франсез), совершавшую акции прямого действия против республиканцев, красных и евреев.
Во время Первой мировой войны деятельность бойцов «Рекете» пошла на убыль. Однако после войны, уже в 1920 году под началом нового руководителя Хуана Переса Нагера, после падения монархии и провозглашения Второй испанской республики численность «Рекете» возросла до 10 тысяч человек.
В 1932 году «Рекете» возглавил полковник Варела, который провёл реорганизацию структуры организации — низовая ячейка (исп. la patrulla), состоящая из 5 человек (красных беретов) — кампания (исп. compañía), состоящая из 246 человек — и, наконец, терция (исп. tercio — полк), в составе которой было 3 кампании. В 1935 году «Рекете» возглавил Рикардо де Рада дель Пераль. Численность бойцов возросла до 30 тысяч человек.
15 апреля 1934 года в Севилье впервые состоялся парад — смотр боевых сил «Рекете». В нём участвовали 650 красных беретов из Андалузии. Этот день до сих пор является праздником карлистов и именуется «Acto del Quintillo».
Во время восстания националистов генерала Франко против республиканцев «Рекете» были основной ударной силой. Всего была сформирована 41 терция: 10 — из Наварры, 8 — из Страны Басков, 8 — из Кастилии, 7 — из Андалузии, 6 — из Арагона, 2 — из Астурии, 1 — из Каталонии.
Незадолго до Путча 17—18 июля 1936 года, по поручению лидера «Рекете» де Родесно полковник Варела заново реорганизовал и обучил 15-тысячный корпус «Рекете». Наваррские бригады «Рекете» в 1936—1939 гг. были самыми боеспособными частями войск франкистов. Всего в гражданской войне на стороне Каудильо сражались 60 тысяч бойцов «Рекете», 6 тысяч из них погибли.
После окончания Гражданской войны в Испании 1936—1939 гг. «Рекете» влилась в Испанскую фалангу.

### Символика рекете
Одним из обязательных атрибутов рекете был красный берет с золотой кисточкой. Слева на груди многие рекете носили так называемый «детенте» — нашивку с изображением Сердца Иисуса, вокруг которой их матери, сестры или жены вышивали короткую просьбу к Богу о защите и покровительстве, например: «¡Detente! El Corazón de Jesús está conmigo!» — «Стой! (обращение к вражеской пуле) Сердце Иисуса да пребудет со мной!». Такие нашивки изготавливались для солдат и довольно массовыми тиражами — карлистскими женскими организациями.
На левом рукаве рекете носили нашивку бургундского креста — символа карлистского движения. Офицеры рекете часто носили белые лилии на воротнике — символ дома Бурбонов.
Гимном рекете служила маршевая песня «Oriamendi».

### Русские рекете
Во время Гражданской войны в Испании русские белоэмигранты вступали в ряды «Рекете» добровольцами. Несмотря на свои чины и награды, нередко генеральские, русские добровольцы начинали службу рядовыми и в обычном порядке получали капральские, сержантские и первые офицерские чины испанской армии. Например, георгиевский кавалер, русский генерал-майор А. В. Фок в 1937 году погиб в бою при Кинто де Эбро в чине лейтенанта «Рекете». Генерал-майор Н. В. Шинкаренко получил от Франко чин лейтенанта Легиона лишь после ранения в голову под Бильбао в 1937 году. Бывшим русским поручикам и капитанам в лучшем случае удалось дослужиться к концу войны до прапорщиков, в основном же они получили чины сержантов.